# 2011年上海地鐵追尾事故
上海地鐵追尾事故是一起于2011年9月27日14时37分发生在上海地鐵10號線豫园站至老西门站下行区间百米标176处的交通意外，共造成271人受伤，其中20人重伤，无人死亡。

## 背景

### 事發路線信號設備
為上海地鐵10號線提供信號設備是卡斯柯信号有限公司，由中国铁路通信信号集团與阿尔斯通(中国)投资有限公司合资成立，在中国承包多条高铁與地铁线路信号系统。
截至事发当时，应用该公司产品的城市轨道线路有上海地铁1号线、3号线、4号线、10号线，北京地铁13号线、八通线、5号线、2号线、北京地铁首都机场线、亦庄线、昌平线、房山线、北京地铁9号线，大连地铁3号线，长春轨道交通3号线，德黑兰地铁1号线、2号线，天津地铁1号线，深圳地铁2號綫、5號綫，广州地铁6号线，宁波轨道交通1号线，昆明轨道交通首期工程。

### 事发前的意外
2011年7月28日，同一线路曾发生列车运行方向错误的故障，本应前往航中路方向的列车错误行驶到虹桥方向。该事件未造成伤亡。申通地铁集团董事长俞光耀表示，事发后已经约谈过卡斯柯的领导，当时他们承诺确保信号安全。

## 事发经过[1]
9月27日13时58分，上海自动化仪表股份有限公司电工在进行地铁10号线新天地站UPS柜底电缆孔洞封堵作业时，UPS输出负载端A相线路出现松动，引发A相电供电缺失，导致10号线新天地集中站信号失电，并造成中央调度列车自动监控（ATS）红光带、区间线路区域内车站列车自动监控（HMI）面板黑屏。经调度所行车调度员核实，事发时10号线交通大学站至南京东路站上下行区段内尚有6列车在线。地铁运营由自动系统向人工控制系统转换。同时1016号列车在豫园站下行出站后显示无速度码，司机即向10号线调度控制中心报告，行车调度员命令1016号列车以手动限速（RMF）方式向老西门站运行
14时整，1016号列车在豫园站至老西门站区间遇红灯停车，行车调度员命令停车待命，并于14时01分开始进行列车定位。
14时08分，交通大学站至南京东路站区段实行电话闭塞行车。
14时35分，1005号列车持路票从豫园站发车。
14时37分，1005号列车以54公里/小时的速度行进到豫园站至老西门站区间弯道，发现前方停留的1016号，随即采取制动措施，以35公里/小时的速度与1016号列车在豫园站至老西门站下行区间百米标176处发生追尾碰撞。碰撞后车头处冒烟。
14时51分，虹桥路站至天潼路站封站停运。
事发后，10号线全线实施人工调度、手动驾驶。约15时10分，救护车、公安等车辆前往事发现场抢救及维持秩序。。
据上海市卫生局局长徐建光称，截至27日19时，已有271人到医院检查，其中180人出院，61人住院，30人在急诊观察室进行24小时观察后无特殊情况可出院，没有危重伤员。
但是据中国新闻网报道，有20人受重伤，无人死亡。
事后，上海市政府新闻办召开新闻通气会，申通地铁集团董事长俞光耀在会上致歉。
9月28日20时，10号线全线恢复运营。

## 事故原因推测
据媒体报导，是10号线当时发生信号系统故障，交通大学至南京东路站采用电话沟通方式安排车辆进出，但是调度员在未准确定位故障区间内全部列车位置的情况下，违规发布电话闭塞命令，接车站值班员又未在严格确认区间线路是否空闲的情况下，违规同意发车站的电话闭塞要求，最终导致了本次事故。
有位不愿意透露姓名的专家表示“无法理解为何在电话闭塞下发生追尾”。
9月28日，卡斯柯在其官方网站上发布新闻，称“信号系统与此事无关”。

## 涉事列车状况

### 1005号列车
| 车厢     | 1                  | 2        | 3        | 4        | 5        | 6        |
| 车号     | 100251             | 100262   | 100273   | 100283   | 100292   | 100301   |
| 事后处理 | 修复后重新投入运营 | 未受损坏 | 未受损坏 | 未受损坏 | 未受损坏 | 未受损坏 |

### 1016号列车
| 车厢     | 1        | 2        | 3        | 4        | 5        | 6                  |
| 车号     | 100911   | 100922   | 100933   | 100943   | 100952   | 100961             |
| 事后处理 | 未受损坏 | 未受损坏 | 未受损坏 | 未受损坏 | 未受损坏 | 修复后重新投入运营 |

## 官方调查结果与责任人处分
10月6日，地铁10号线“9·27”事故调查组公布了《地铁10号线“9·27”事故调查报告》，归纳了2个直接原因以及3个间接原因：
直接原因：
1. 行车调度员在未准确定位故障区间内全部列车位置的情况下，发布电话闭塞命令
2. 接车站值班员在未严格确认区间线路是否空闲的情况下，同意发车站的电话闭塞要求，导致1005号列车与1016号列车发生追尾碰撞。

间接原因：
1. 企业执行规章制度不严，应急管理不到位，运营一公司未根据《上海地铁电话闭塞法行车规定（试行）》要求，制定该公司相应岗位的具体操作细则；总调度所（COCC）在应急处置状态和实施电话闭塞行车的相关规定中，对调度环节中的复核、监控等要求未予明晰；对电话闭塞法、基于无线通信的列车控制系统（CBTC）等行车管理相关要求没有及时充实到应急预案中；地铁10号线运营部门未组织过信号中断状态下的针对性应急演练，以致于操作人员在处置信号中断而引发突发事件时职责不清、处置失误。
2. 设备设施维护、隐患排查治理不到位。申通集团未建立风险评估机制，未制定落实相关隐患排查治理的规定；在组织实施地铁10号线UPS柜底电缆孔洞封堵作业中，供电公司、运营一公司未对运营状态下的供电、信号等设施维护作业进行风险评估，未制定运行时段的作业方案，未采取有针对性的防范措施。
3. 对地铁网络化运营过程中出现的新情况、新问题研究不够。申通集团于今年7月经修改完善分别发布《上海地铁电话闭塞法行车规定（试行）》和《上海地铁10号线CBTC阶段行车管理办法（试行）》后，培训不到位，员工对安全技术特性的了解和掌握不够，对可能影响运营安全的问题估计不足。

并对12名事故责任人进行处分：
1. 申通集团10号线调度控制中心运营副调度员施瑾：建议给予留用察看一年、调离调度工作岗位处分
2. 申通集团10号线调度控制中心调度长汤志华：建议给予行政撤职处分
3. 申通集团10号线调度控制中心副经理阔康：建议给予行政撤职处分
4. 申通集团总调度所副主任朱利敏：建议给予行政撤职处分
5. 申通集团运管中心副总经理兼总调度所主任戴祺：建议给予行政记大过处分。
6. 老西门站值班员贝宇：建议给予行政记过处分
7. 运营一公司总经理朱效洁：建议给予行政记过处分
8. 申通集团维保中心供电公司副总经理沈建强：建议给予行政记过处分
9. 申通集团维保中心供电公司总经理王育才：建议给予行政记过处分
10. 申通集团副总裁兼运管中心总经理邵伟中：建议给予行政降级处分
11. 申通集团总裁俞光耀：建议给予行政记大过处分
12. 申通集团董事长应名洪：建议给予行政记大过处分

同时建议市安全监管局对申通集团处以200万元罚款的行政处罚

## 社会反响
事后，中国中央电视台、上海东方卫视等大陆媒体将此次事件描述为“轻度追尾”，引发网上部分网民的不满和质疑，认为这些媒体在故意隐瞒事件的严重性。